# Джамал ад-Дін I
Джамал ад-Дін I (*араб. جمال اد الدين; д/н — 1332) — 13-й султан Іфат в 1332—1334 роках.

## Життєпис
Походив з династії Валашма. Правнук засновника держави Умара й онук султана Мансур Алі. Син Нахві. Ймовірно, тривалий час перебував у в'язниці.
Після поразки його старшого брата — султана Сабр ад-Діна I — від ефіопського війська, внаслідок чого того було повалено та ув'язнено. Негус Амда Сейон I посадив на трон Іфату Джамал ад-Діна, що визнав зверхність Ефіопії.
Невдовзі став таємно готувати виступив проти негуса. Уклав союзи з сусідніми султанатами і державою Фазуглі. Джамалу ад-Діну було наказано доставити відступників-християн до імператора для покарання, але він відмовився. Це було відкрита непокора. 1328 року у битві біля Дасі Джамал ад-Дін I зазнав поразки, його султанат було сплюндровано, а самого султана повалено. Новим правителем негус зробив брата попередника — Наср ад-Діна. Подальша доля Джамал ад-Діна невідома.